# 小林咲夏
小林 咲夏（こばやし さっか、1982年7月2日 - ）は、フリーアナウンサー。東京都出身。オフィスキイワード所属。

## 経歴
- 2005年に青山学院大学卒業後テレビ愛媛へ入社。2007年6月に同社を退社し、テレビ神奈川（tvk）へ移籍（同年7月1日付）。2015年6月末でtvkを退社。

## 人物・エピソード
- 名前の由来はスキーが趣味の両親がよく訪れていた八方尾根の咲花ゲレンデから名付けられた。[1]
- 中学時代は演劇部、高校時代はダンス部に所属していた。

- 顔が白く「美白女王」「天使の美白」と呼ばれることがある。
- 趣味は料理とピアノ。
- 目標とするアナウンサーはテレビ東京の大江麻理子であることを語っている[2]。
- 2016年3月26日放送「LOVEかわさき」にtvk退社後初めて出演した。
- tvkを退社後も、同じ元tvkアナウンサーである尾辻舞とともに横浜マラソン中継の情報センター担当、全国高等学校野球選手権神奈川大会中継の速報本部担当として、不定期で出演している。

## 保有資格
- 中学・高校教員免許状1種（外国語）
- 全日本スキー検定3級
- 英検2級
- 普通自動車免許

### テレビ愛媛時代
- FNSの新人アナウンサー合同研修で、当時フジテレビの遠藤玲子、平井理央、宮瀬茉祐子、秋田テレビの片桐千晶[注釈 1]らと一緒だった。
- 2007年に公開された映画『大奥』に、FNS28局のアナウンサーと出演した。

### tvk時代
- 前任者の都合上、tvk入社4日目にして『ニュース930』を担当することになる。それまでテレビ愛媛ではローカル枠の数分のニュースしか読んだことがなく、30分のワイドニュースは未経験だった。
- 中途採用ではあるが、局アナ経験2年の若手であることから、「新人アナウンサー」と言われることが多く、小林が入社したことで企画が生まれたという深夜の帯番組『マチコ先生』では、ディレクターから「これをやれば一人前になれる！」と、セーラー服やブレザーの制服姿を披露。80年代の歌謡曲のカラオケ、その曲のリコーダーの演奏、「巨人の黄金セカンド、篠塚和典～」など演じた。
- 入社半年後の年越し特番『オンガクで年を越しますtvk』では、ストリーミング配信限定で「ネット時代の音楽の今後」「tvkは通信と放送の融合時代に生き残れるのか」をテーマにゲストトークを繰り広げる試みが行われたが、ネット配信の司会は小林が担当した。なお、この企画が縁でバンド「THE EMERALDS」と知り合い、CDリリース時に推薦文を書いた。

### 『ハマランチョ』関連
- 『ハマランチョ』火曜日を担当することになるが、2008年4月1日の初回出演時は極度の緊張状態にあった。FAX番号を言えず、代わりに金田賢一が言った。また、「このコーナーが終わったら…あれ、次何するんだっけ？」「あ、コメントのタイミング間違えた！」「電話、受話器とっちゃったけど…これどうすればいいの！？」など、“いっぱいいっぱい状態”で番組を進行した[3]。
- 料理が趣味で、フレンチのフルコースとスイーツを得意とし、『ハマランチョ』の「そんなにあま～くないわよ」コーナーで腕前を披露している。また、同番組の高橋伸嘉ディレクターもカフェ巡りが好きで、互いに意気投合。一時期、小林のカフェ巡りのコーナーがあった。

### フリー転身後
- 2019年2月、『有馬隼人とらじおと山瀬まみと』のラジオショッピング担当になり、有馬隼人と『LOVEかわさき』以来約3年半ぶりの競演を果たす[4]。

## 担当番組等

### フリー転身後
- 有馬隼人とらじおと山瀬まみと（2019年2月 - 2020年9月）/伊集院光とらじおと（2020年1月 - 4月）内、TBSラジオショッピング（TBSラジオ）
- 共同通信社HP内「やわ押し! 映像リポート」- リポーター（web）
- Weekly Recommend（ミュージックバード）
- Radio Leader’s（2023年4月 - 、ミュージックバード）

### tvk時代
- マチコ先生（2007.10 - 2008.3）
- 1230アッと!!ハマランチョ 月曜日（2008.4 - 2010.3）2010.3までは火曜日担当。
- tvkニュースFRIDAYメインキャスター（2010.4 - 2011.3）
- いのちのつながり～そうちゃんがのこしてくれたもの～[5] ナレーション（2011.3.27）
- ニュース930 （2008.7 - 2010.4.2(この時は水～金曜サブ) 2011.4-2013.3(月・火曜メインキャスター)）
- 戦国鍋TV 〜なんとなく歴史が学べる映像〜 （2011.4 - 、「MUSIC TONIGHT」のコーナーで「浅井三姉妹」（第2期）として出演。）
- アジア交流音楽祭メインステージ（司会 ミューザ川崎シンフォニーホール）
- tvk NEWSハーバー（2012.4 - 2015.6）
- LOVEかわさき（2008.4 - 2015.7.4）
- tvkニュース・天気（随時）
- 高校野球ニュース（7月高校野球神奈川大会開催期間中・2009年大会から担当）

### テレビ愛媛時代
- EBCニュース（不定期）
- EBCスーパーニュース（土日曜の不定期）
- 大奥
- 第15回FNSドキュメンタリー大賞ノミネート作品『素晴・宇宙・主人公　佐伯さんちの三つ子ちゃん』（ナレーション）